# Tokyo Tapes
Tokyo Tapes (с англ. — «Токийские плёнки») — первый концертный альбом немецкой хеви-метал-группы Scorpions и шестой по счёту в их карьере, выпуск которого состоялся в мае 1978 года в Европе, а в США в феврале 1979 года. Tokyo Tapes получил статус золотого диска во Франции.

## История создания
В 1978 году Scorpions совершили турне в поддержку альбома Taken By Force по Японии. В том же году, после окончания турне по Японии, соло-гитарист Ульрих Рот ушёл из группы. Завершением совместного творческого пути Scorpions и их ведущего гитариста Ульриха Рота стал альбом Tokyo Tapes, записанный во время высуплений группы 24 и 27 апреля в зале Nakano Sunplaza в Токио. По мнению обозревателя портала Ultimate Guitar, альбом служит прекрасным обзором этой хард-роковой эпохи Scorpions, о чем свидетельствуют такие выдающиеся композиции, как «We'll Burn the Sky», «Fly to the Rainbow» и «Speedy's Coming».
Открывающая альбом песня «All Night Long», по словам гитариста Ульриха Рота, никогда не была записана в студии и родилась как импровизация на репетиционных сессиях уже после записи альбома Taken by Force.
В альбом вошла народная японская песня в обработке Scorpions — «Kojo no Tsuki». Известно, что эта песня была написана под впечатлением от руин замка Okajyo, построенного в 1185 году.
Первоначально представленная на студийном альбоме группы 1977 года Taken by Force, песня «We'll Burn the Sky», по мнению онлайн-издания Ultimate Classic Rock достигла более высокого уровня в живом исполнении группы, подкрепленном одними из лучших соло-гитарных партий Ули Джона Рота. 
Издание Louder подвергло критике исполнение группой кавер-версии классической рок-н-ролльной песни «Hound Dog». Обозреватель издания считает, что главный минус этой записи — это то, что короткую версию классики Элвиса группа оставила в альбоме, убрав потрясающую оригинальную песню «Catch Your Train», которая вошла только в более позднее расширенное издание.
Как вспоминает Ульрих Рот, альбом Tokyo Tapes на 100% живой, без дополнительных редактирований и перезаписанных партий инструментов. Единственное, что было сделано в студии — наложение шума публики, которую забыли записать во время концертов. Аудиторию взяли из записи очень популярного в то время концертного альбома Frampton Comes Alive!.

## Критика и признание
Журнал Classic Rock, включивший Tokyo Tapes в свой список «Лучших рок-альбомов 1978 года», пишет о нём: «В эпоху, когда все заявляли о своей „большой популярности в Японии“, Scorpions действительно были таковыми. Динамика и узнаваемость настолько эффективно дополнили любимые студийные треки, что Tokyo Tapes наконец-то проложил для Scorpions дорогу к успеху в США».
По мнению электронного журнала PopMatters, вся прелесть Tokyo Tapes состоит в том, что для большинства из тех, кто познакомился со Scorpions через Blackout, была предоставлена возможность окунуться в плодотворное прошлое группы и откопать музыкальные жемчужины, которые даже невозможно себе представить. Авторы журнала считают, что «альбом Tokyo Tapes — это блестящая и увлекательная запись живого исполнения, которую вы когда-либо слышали. Независимо от того, являетесь ли вы поклонником Scorpions или нет, сделайте себе одолжение и уделите этой записи всё свое внимание».

## Детали переиздания
В 2015 году альбом был переиздан в рамках серии 50th Anniversary; в качестве бонусов вошли фрагменты выступления с концерта 24 апреля.
Онлайн-издание Written in Music положительно оценивает переиздание и пишет, что этот отлично звучающий ремастер содержит 7 бонусных песен, включая ранее неизданные версии «Hell Cat» и «Catch Your Train», а также версию японского национального гимна «Kimi Ga Yo». Эти три песни не вошли в оригинальный альбом исключительно из-за нехватки места на виниле. Также были добавлены некоторые песни, которые были записаны во время второго вечера в Токио.

## Список композиций

### Диск 1
1. «All Night Long» — 3:44
2. «Pictured Life» — 3:12
3. «Backstage Queen» — 3:44
4. «Polar Nights» — 6:43
5. «In Trance» — 5:25
6. «We’ll Burn the Sky» — 8:07
7. «Suspender Love» — 3:38
8. «In Search of the Peace of Mind» — 3:02
9. «Fly to the Rainbow» — 9:39

### Диск 2
1. «He’s a Woman, She’s a Man» — 5:22
2. «Speedy’s Coming» — 3:40
3. «Top of the Bill» — 6:45
4. «Hound Dog» — 1:14
5. «Long Tall Sally» — 2:50
6. «Steamrock Fever» — 3:41
7. «Dark Lady» — 4:18
8. «Kojo no tsuki» — 3:35
9. «Robot Man» — 5:47

## Участники записи
- Клаус Майне — вокал
- Рудольф Шенкер — ритм-гитара, бэк-вокал
- Ульрих Рот — соло-гитара, вокал на «Polar Nights» и «Dark Lady»
- Франсис Бухгольц — бас-гитара
- Герман Раребелл — ударные